# Saint-Pierre-de-l’Isle
Saint-Pierre-de-l’Isle település Franciaországban, Charente-Maritime megyében. Lakosainak száma 268 fő (2022. január 1.). Saint-Pierre-de-l’Isle Antezant-la-Chapelle, Blanzay-sur-Boutonne, La Jarrie-Audouin, Saint-Martial, Saint-Pardoult és Rives-de-Boutonne községekkel határos.

## Népesség
A település népessége az elmúlt években az alábbi módon változott:
| Lakosok száma | 350  | 311  | 293  | 234  | 266  | 262  | 264  | 259  | 261  | 268  |
|               | 1968 | 1982 | 1990 | 2006 | 2013 | 2015 | 2017 | 2019 | 2020 | 2022 |